# In huis met een seriemoordenaar
In huis met een seriemoordenaar is een boek geschreven door Jan en Sanne Terlouw, uitgegeven in februari 2015 door uitgeverij De Kring. Het boek is gebaseerd op de ervaringen van Jan en Sanne met de seriemoordenaar Hans van Z., die een relatie had met een huurder in het huis van Terlouw, in de jaren zestig. 
De insteek van het boek is om niet strikt vast te houden aan de ware gebeurtenissen, maar om te proberen de ervaring van het in huis wonen met een seriemoordenaar over te brengen. Ook wordt gesproken over een mogelijke schuldvraag: had Jan Terlouw iets kunnen doen om de misdaden te voorkomen. Daarnaast wordt het toenemende ongemak over de man beschreven.

## Verhaal
Thijs en Sarah wonen in een huis met twee dochters Jolande en Lydia uit een eerder huwelijk van Sarah. Door de woningnood worden ze geacht kamers onder te verhuren, onder andere aan Maria. Maria heeft een relatie met Frans van Manen, een op eerste gezicht vriendelijke en charmante man. Frans blijkt alleen een praatjesmaker, die altijd liegt. Wanneer hij geld steelt van Thijs, die hierachter komt, betaalt hij dit terug en Thijs gaat niet naar de politie. De relatie tussen Maria en Frans gaat uit en Maria gaat in Hilversum wonen. Ondertussen komt Thijs steeds meer te weten over Frans en ook over een vriend 'Ouwe Nap' (gebaseerd op 'Ouwe Nol') die hem vaak een alibi bezorgt. Ouwe Nap blijkt een strafblad te hebben en is meerdere keren veroordeeld voor oplichting. Een jaar later komt de politie langs om vragen te stellen over Frans, die verdacht wordt van meerdere moorden. Thijs en Sarah vragen zich af hoe ze al die tijd hebben kunnen samenwonen met een seriemoordenaar.